# American Dream (Woe, Is Me)
American Dream è il primo e unico EP del gruppo musicale statunitense Woe, Is Me, pubblicato il 20 agosto 2013 dalla Rise Records.

## Il disco
Si tratta della prima pubblicazione ufficiale della band senza il membro fondatore Austin Thornton (batteria), e l'ultima prima del loro scioglimento, avvenuto poco meno di un mese dopo l'uscita dell'EP. Il disco, prodotto dall'ex chitarrista degli A Day to Remember Tom Denney e mixato e masterizzato da Cameron Mizell, è sostanzialmente diviso in due parti, con tre brani tipici del repertorio della band e due ballate acustiche cantate da Hance Alligood.

## Tracce
1. Stand Up – 3:44
2. American Dream (feat. Danny Leal) – 3:49
3. A Voice of Hope – 3:49
4. Restless Nights – 3:07
5. Fine Without You – 3:57

## Formazione
- Hance Alligood – voce melodica
- Doriano Magliano – voce death
- Brian Medley – basso
- Andrew Paiano – chitarra solista
- Kevin Hanson – chitarra ritmica
- David Angle – batteria, percussioni

## Classifiche
| Classifica (2013)         | Posizione massima |
| ------------------------- | ----------------- |
| Stati Uniti               | 133               |
| Stati Uniti (independent) | 29                |
| Stati Uniti (heatseekers) | 4                 |
| Stati Uniti (rock)        | 42                |
| Stati Uniti (hard rock)   | 9                 |